# Aratinga acuticaudata
Aratinga acuticaudata là một loài chim trong họ Psittacidae.

## Hình ảnh

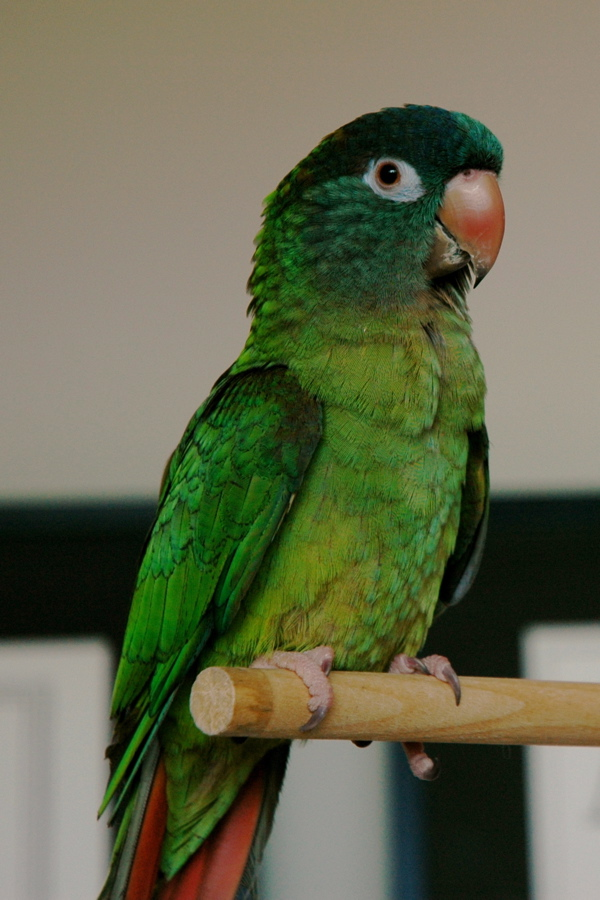
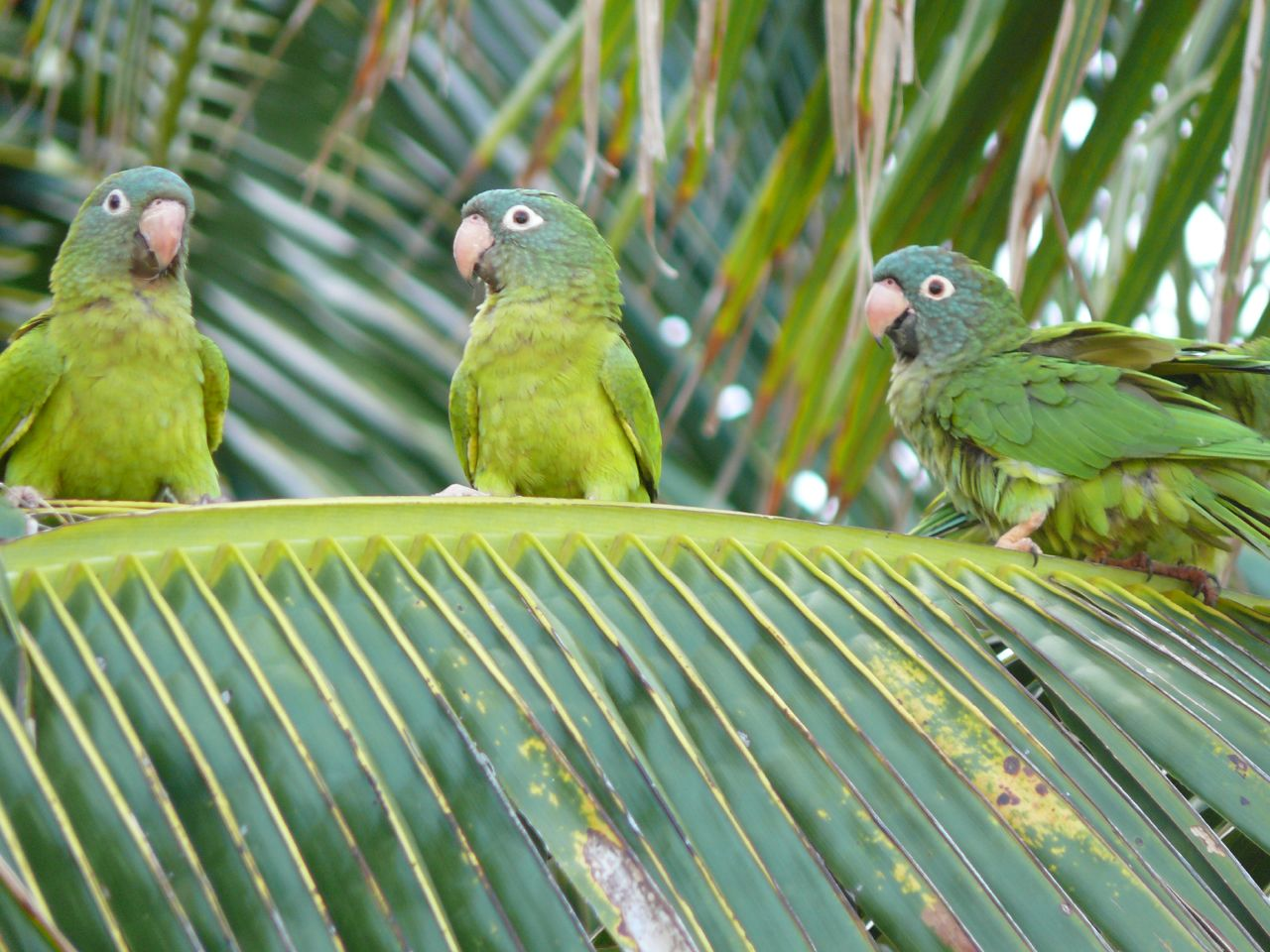
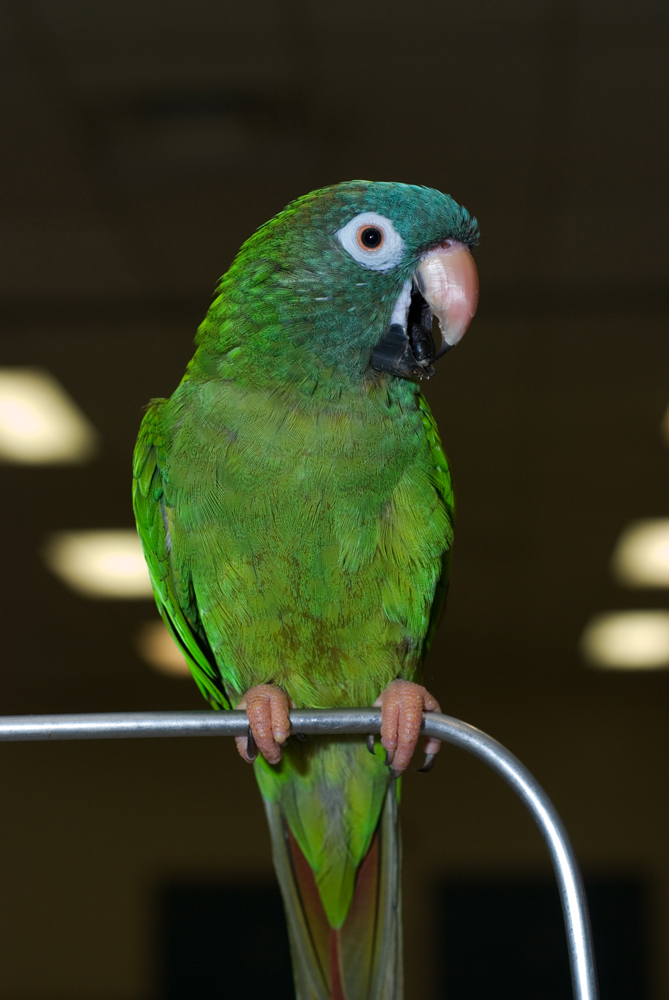
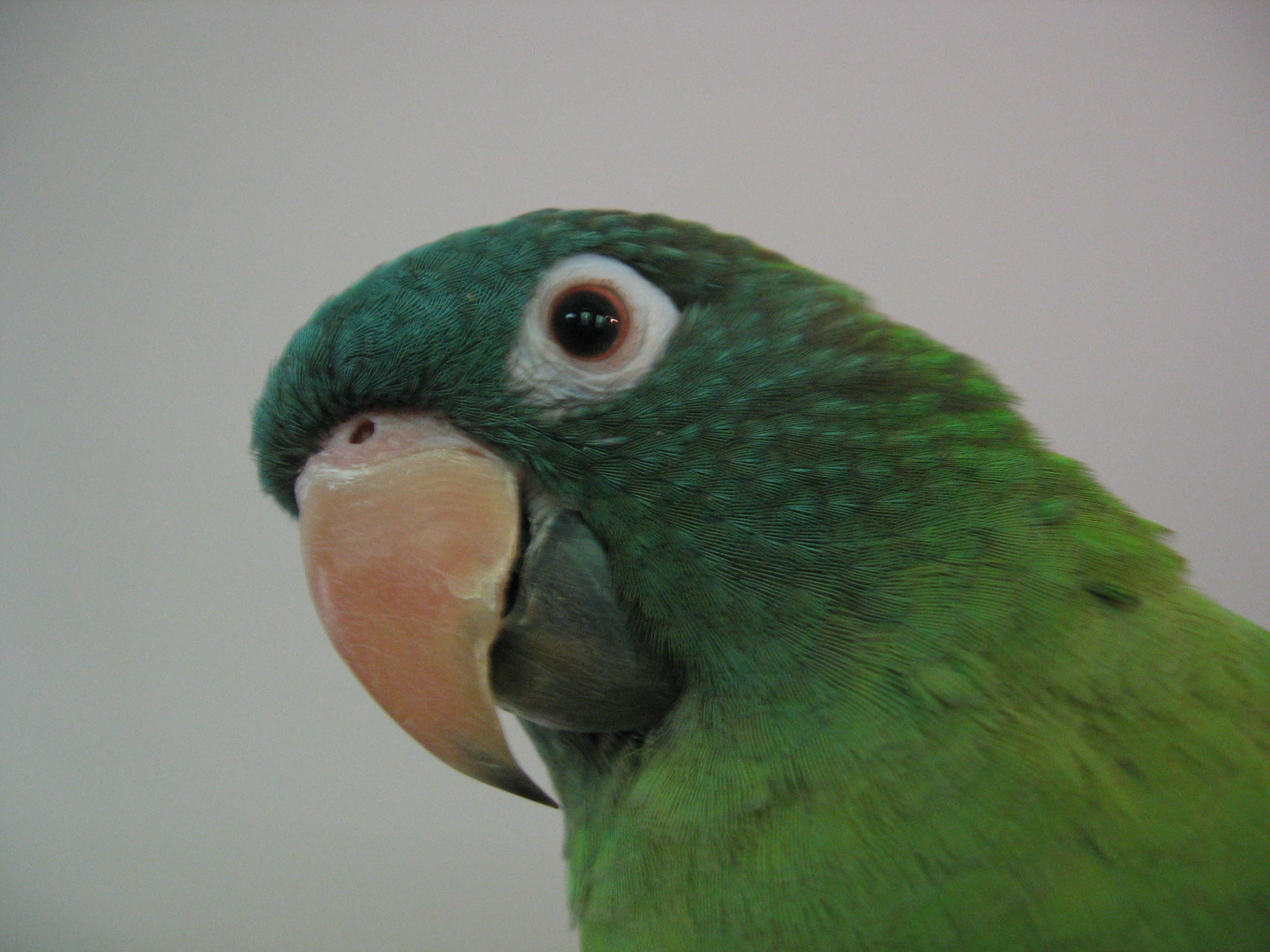